# Luxemburg op de Olympische Zomerspelen 1952
Luxemburg nam deel aan de Olympische Zomerspelen 1952 in Helsinki, Finland. Het was de zevende deelname van Luxemburg.
Aan de in 1920 gewonnen zilveren medaille van Joseph Alzin werd deze editie een medaille toegevoegd. De atleet Josy Barthel won de eerste officiële gouden medaille voor Luxemburg. Hij deed dit op de 1500 m. Deze prestatie is tot op heden  niet herhaald.
In 1900 won Michel Théato de marathon. Lange tijd werd aangenomen dat hij Fransman was, maar aan het eind van de 20e eeuw bleek dat hij echter uit Luxemburg kwam. Het Internationaal Olympisch Comité rekent deze medaille echter nog steeds toe aan Frankrijk.
De turnen Jean Kugeler was de tweede Luxemburger die voor de derde maal aan de Olympische Spelen deelnam na, de eveneens turner, Mathias Erang (1924-1928-1936). Elf olympiërs namen voor de tweede keer deel, onder hen de worstelaar Mathias Scheitler die in 1936 voor de eerste keer deelnam. Er namen geen vrouwen uit Luxemburg aan deze editie deel.

## Medailleoverzicht
| Sport    | Olympiër     | Onderdeel | Medaille |
| -------- | ------------ | --------- | -------- |
| Atletiek | Josy Barthel | 1500m (m) | Goud     |

## Deelnemers en resultaten

### Atletiek
| Olympiër                                                | Discipline      | Resultaat | Prestatie                                                                          |
| ------------------------------------------------------- | --------------- | --------- | ---------------------------------------------------------------------------------- |
| Frédéric Hammer                                         | 200m (m)        | 54e       | serie 9: 4de in 22,63                                                              |
| Robert Schaeffer                                        | 200m (m)        | 58e       | serie 10: 3de in 22,76                                                             |
| Jean Hamilius                                           | 400m (m)        | 56e       | serie 9: 6de in 50,75                                                              |
| Fred Hammer                                             | 400m (m)        | 45e       | serie 12: 6de in 49,90                                                             |
| Gérard Rasquin                                          | 400m (m)        | 47e       | serie 2: 4de in 50,12                                                              |
| Josy Barthel                                            | 1500m (m)       | Goud      | serie 1: 1ste in 3.51,6 halve finale 2: 1ste in 3.50,4 finale: 1ste in 3.45,2 (OR) |
| Paul Frieden                                            | 5000m (m)       | 40e       | serie 3: 13de in 15.23,2                                                           |
| Jean Fonck                                              | 110m horden (m) | 25e       | serie 6: 6de in 16,35                                                              |
| Jean Fonck                                              | 400m horden (m) | 38e       | serie 1: 5de in 57,8                                                               |
| Fred Hammer Jean Hamilius Gérard Rasquin Roby Schaeffer | 4x400m (m)      | 56e       | serie 1: 5de in 3.16,38                                                            |

### Boksen
| Olympiër        | Discipline  | Resultaat | Prestatie                                             |
| --------------- | ----------- | --------- | ----------------------------------------------------- |
| Fernand Backes  | -63,5kg (m) | 9e        | 1ste ronde: vrij 2de ronde: V van BEL Paternotte: 0-3 |
| Jean Welter jr  | -67kg (m)   | 17e       | 1ste ronde: V van ITA Vescovi: 0-2                    |
| Bruno Matiussi  | -71kg (m)   | 17e       | 1ste ronde: V van ITA Mazzinghi: 0-3                  |
| Alfred Stuermer | -75kg (m)   | 17e       | 1ste ronde: V van BUL Nikolov: 0-3                    |

### Kanovaren
| Olympiër                   | Discipline     | Resultaat | Prestatie              |
| -------------------------- | -------------- | --------- | ---------------------- |
| Roland Licker              | K-1 1000m (m)  | 20e       | serie 2: 7de in 4.48,1 |
| Léon Roth                  | K-1 10000m (m) | 17e       | 56.02,9                |
| Johny Lucas Léon Roth      | K-2 1000m (m)  | 18e       | serie 2: 6de in 4.21,6 |
| Eugène Hanck Roland Licker | K-2 10000m (m) | 18e       | 50.08,4                |

### Schermen
| Olympiër                                                | Discipline     | Resultaat | Prestatie |
| ------------------------------------------------------- | -------------- | --------- | --- |
| Léon Buck                                               | degen (m)      | 4e        | 1ste ronde: vrij kwartfinale 3: 1ste met 5 overwinningen halve finale 2: 5de met 5 overwinningen finale: 4de met 6 overwinningen                        |
| Émile Gretsch                                           | degen (m)      | 16e       | 1ste ronde: vrij kwartfinale 4: 1ste met 5 overwinningen halve finale 1: 7de met 2 overwinningen                                                        |
| Jean-Fernand Leischen                                   | degen (m)      | 14e       | 1ste ronde: vrij kwartfinale 5: 8ste met 2 overwinningen                                                                                                |
| Émile Gretsch Jean-Fernand Leischen Paul Anen Léon Buck | degen team (m) | 4e        | 1ste ronde groep 5: 2de met 1 overwinning kwartfinale 1: 2de met 2 overwinningen halve finale 1: 1ste met 1 overwinning finale: 4de met 0 overwinningen |

### Turnen
| Olympiër                                                                            | Discipline               | Resultaat | Prestatie     |
| ----------------------------------------------------------------------------------- | ------------------------ | --------- | ------------- |
| Marcel Coppin                                                                       | rekstok (m)              | 127e      | 16,10 punten  |
| Hubert Erang                                                                        | rekstok (m)              | 131e      | 16,00 punten  |
| Armand Huberty                                                                      | rekstok (m)              | 73e       | 17,65 punten  |
| Jey Kugeler                                                                         | rekstok (m)              | 121e      | 16,30 punten  |
| René Schroeder                                                                      | rekstok (m)              | 124e      | 16,20 punten  |
| Josy Stoffel                                                                        | rekstok (m)              | 40e       | 18,45 punten  |
| Marcel Coppin                                                                       | brug (m)                 | 142e      | 16,05 punten  |
| Hubert Erang                                                                        | brug (m)                 | 147e      | 15,85 punten  |
| Armand Huberty                                                                      | brug (m)                 | 94e       | 17,70 punten  |
| Jey Kugeler                                                                         | brug (m)                 | 96e       | 17,65 punten  |
| René Schroeder                                                                      | brug (m)                 | 155e      | 15,45 punten  |
| Josy Stoffel                                                                        | brug (m)                 | 26e       | 18,70 punten  |
| Marcel Coppin                                                                       | ringen (m)               | 146e      | 15,70 punten  |
| Hubert Erang                                                                        | ringen (m)               | 157e      | 15,20 punten  |
| Armand Huberty                                                                      | ringen (m)               | 130e      | 16,10 punten  |
| Jey Kugeler                                                                         | ringen (m)               | 104e      | 17,15 punten  |
| René Schroeder                                                                      | ringen (m)               | 121e      | 16,40 punten  |
| Josy Stoffel                                                                        | ringen (m)               | 26e       | 18,70 punten  |
| Marcel Coppin                                                                       | paard voltige (m)        | 147e      | 13,70 punten  |
| Hubert Erang                                                                        | paard voltige (m)        | 143e      | 13,80 punten  |
| Armand Huberty                                                                      | paard voltige (m)        | 100e      | 16,30 punten  |
| Jey Kugeler                                                                         | paard voltige (m)        | 138e      | 14,20 punten  |
| René Schroeder                                                                      | paard voltige (m)        | 182e      | 8,25 punten   |
| Josy Stoffel                                                                        | paard voltige (m)        | 40e       | 18,10 punten  |
| Marcel Coppin                                                                       | vloer (m)                | 137e      | 16,15 punten  |
| Hubert Erang                                                                        | vloer (m)                | 116e      | 16,70 punten  |
| Armand Huberty                                                                      | vloer (m)                | 137e      | 16,15 punten  |
| Jey Kugeler                                                                         | vloer (m)                | 170e      | 14,20 punten  |
| René Schroeder                                                                      | vloer (m)                | 157e      | 15,20 punten  |
| Josy Stoffel                                                                        | vloer (m)                | 59e       | 17,85 punten  |
| Marcel Coppin                                                                       | sprong (m)               | 54e       | 18,35 punten  |
| Hubert Erang                                                                        | sprong (m)               | 79e       | 18,15 punten  |
| Armand Huberty                                                                      | sprong (m)               | 146e      | 16,85 punten  |
| Jey Kugeler                                                                         | sprong (m)               | 107e      | 17,70 punten  |
| René Schroeder                                                                      | sprong (m)               | 156e      | 16,45 punten  |
| Josy Stoffel                                                                        | sprong (m)               | 31e       | 18,55 punten  |
| Marcel Coppin                                                                       | individuele meerkamp (m) | 131e      | 96,05 punten  |
| Hubert Erang                                                                        | individuele meerkamp (m) | 134e      | 95,70 punten  |
| Armand Huberty                                                                      | individuele meerkamp (m) | 103e      | 100,75 punten |
| Jey Kugeler                                                                         | individuele meerkamp (m) | 126e      | 97,20 punten  |
| René Schroeder                                                                      | individuele meerkamp (m) | 163e      | 87,95 punten  |
| Josy Stoffel                                                                        | individuele meerkamp (m) | 32e       | 110,35 punten |
| Marcel Coppin Hubert Erang Armand Huberty Jey Kugeler René Schroeder Armand Huberty | meerkamp team (m)        | 18e       | 503,25 punten |

### Voetbal
| Olympiër | Discipline | Resultaat | Prestatie                                                              |
| --- | ---------- | --------- | ---------------------------------------------------------------------- |
| Jules Gales Fernand Guth Jean Jaminet Fernand Lahure Léon Letsch François Muller Vic Nurenberg Michel Reuter Joseph Roller Léon Spartz Camille Wagner | mannen     | 9e        | voorronde: W van Groot-Brittannië: 5-3 1ste ronde: V van Brazilië: 1-2 |

### Wielersport
| Olympiër                             | Discipline            | Resultaat | Prestatie      |
| ------------------------------------ | --------------------- | --------- | -------------- |
| Roger Ludwig                         | wegwedstrijd (m)      | 14e       | 5:11.20,0      |
| André Moes                           | wegwedstrijd (m)      | 11e       | 5:11.19,0      |
| Nicolas Morn                         | wegwedstrijd (m)      | 51e       | 5:26.25,0      |
| Jean Schmit                          | wegwedstrijd (m)      | DNF       | niet gefinisht |
| Roger Ludwig André Moes Nicolas Morn | wegwedstrijd team (m) | 7e        | 15:49.04,0     |

### Worstelen
| Olympiër          | Discipline     | Resultaat      | Prestatie                                                             |
| Grieks-Romeins    | Grieks-Romeins | Grieks-Romeins | Grieks-Romeins                                                        |
| ----------------- | -------------- | -------------- | --------------------------------------------------------------------- |
| Mathias Scheitler | -67kg (m)      | 14e            | 1ste ronde: V van BEL Cools: 0-3 2de ronde: V van EGY Hussein: 0-3    |
| Henri Freylinger  | -73kg (m)      | 13e            | 1ste ronde: V van LIB Taha: 0-3 2de ronde: V van AUT Angelberger: 0-3 |
| Joseph Schummer   | -87kg (m)      | 13e            | 1ste ronde: V van FIN Gröndahl 2de ronde: V van TUR Atli              |

### Zwemmen
| Olympiër  | Discipline          | Resultaat | Prestatie              |
| --------- | ------------------- | --------- | ---------------------- |
| René Kohn | 200m schoolslag (m) | 13e       | serie 1: 6de in 2.59,3 |

Argentinië · Australië · Bahama's · België · Bermuda · Birma · Brazilië · Brits-Guiana · Bulgarije · Canada · Ceylon · Chili · China · Cuba · Denemarken · Duitsland · Egypte · Filipijnen · Finland · Frankrijk · Goudkust · Griekenland · Groot-Brittannië · Guatemala · Hongarije · Hongkong · Ierland · IJsland · India · Indonesië · Iran · Israël · Italië · Jamaica · Japan · Joegoslavië · Libanon · Liechtenstein · Luxemburg · Mexico · Monaco · Nederland · Nederlandse Antillen · Nieuw-Zeeland · Nigeria · Noorwegen · Oostenrijk · Pakistan · Panama · Polen · Portugal · Puerto Rico · Roemenië · Saarland · Singapore ·  Sovjet-Unie · Spanje · Thailand · Trinidad en Tobago · Tsjecho-Slowakije · Turkije · Uruguay · Venezuela · Verenigde Staten · Vietnam · Zuid-Afrika · Zuid-Korea · Zweden · Zwitserland